# Urdiales del Páramo
Urdiales del Páramo é um município da Espanha na província de León, comunidade autónoma de Castela e Leão, de área 32,85 km² com população de 533 habitantes (2007) e densidade populacional de 18,69 hab/km².

## Demografia
| Variação demográfica do município entre 1991 e 2004 | Variação demográfica do município entre 1991 e 2004 | Variação demográfica do município entre 1991 e 2004 | Variação demográfica do município entre 1991 e 2004 |
| --------------------------------------------------- | --------------------------------------------------- | --------------------------------------------------- | --------------------------------------------------- |
| 1991                                                | 1996                                                | 2001                                                | 2004                                                |
| 920                                                 | 771                                                 | 688                                                 | 614                                                 |